# 黃信凱
黃信凱（英語：Joshua Huang，1986年1月22日—），澳洲太平紳士，出生於台湾宜蘭縣，師承台灣知名魔術師粘立人，現為全職魔術師暨講師，經常於台灣、澳洲等政治場合受邀演出，也走訪東南亞地區從事許多公益慈善魔術表演。近年來活躍於各大校園社團、中華民國國軍以及監獄單位，常受邀擔任各部門的演講嘉賓。
除魔術外，黃信凱也是日本劍道選手，曾為世界級劍道運動員，於2008年參加澳洲劍道國家代表隊參加比賽，2010年獲得全澳劍道比賽金牌。

## 生平
- 2011年，參賽澳洲昆士蘭華人達人秀節目，獲首屆華人達人秀總冠軍與觀眾票選最高人氣獎[8]。

- 2014年，受邀G20世界高峰會議表演，是唯一一位受邀表演的華人魔術師[1]。

- 2015年，受聯合國教科文組織(UNESCO)邀請，於巴黎舉辦的晚宴上表演[9]。宜蘭縣長林聰賢頒發「自然渾成」檜木盤勉勵魔術師黃信凱[9]。

- 2016年，受邀於紐約華府雙橡園魔術表演，也是首位在雙橡園獻技的台灣魔術師[7]。同年3月29日獲頒「中華民國海外優秀青年獎章」[10]。
- 2017年，受任命為澳洲昆士蘭州的太平紳士[11]。
- 2022年，獲新北市弘揚孝道促進會頒發孝親楷模[12]。
- 2022年，受邀於 TEDxAnping 演講分享人生經驗[13][14]。

## 評價
粘立人：黃信凱最神奇的是巧妙融入「政治梗」！

## 電子新聞
- 2015年，三立新聞〈新台灣之光黃信凱獨創政治魔術秀〉[16]

- 2015年，宜蘭縣新聞〈旅澳青年魔術師黃信凱 縣長接見勉勵〉[17]
- 林明益. . 台灣好報. 2022-03-11.
- 軍聞社. . 僑務電子報. 2023-07-04  [2024-04-09]. （原始内容存档于2024-04-09）.

## 外部連結
- 黃信凱Facebook